# Solgne

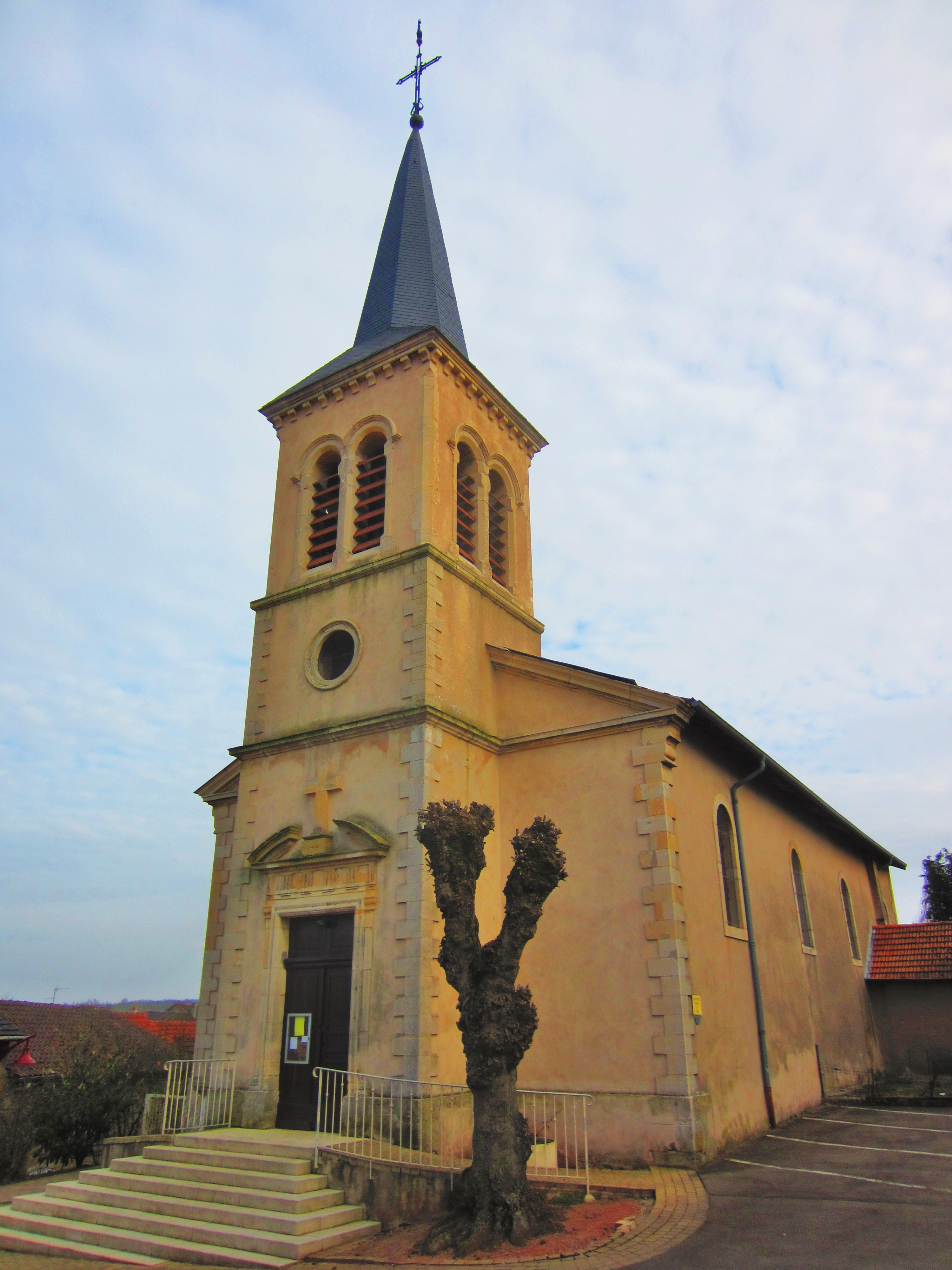
Kerk van Saint-Étienne / Sankt Stefan in Solgne / Solgen

Solgne (Duits: Solgen) is een gemeente in het Franse departement Moselle (regio Grand Est) en telt 1050 inwoners (2005). De plaats maakt deel uit van het arrondissement Metz.

## Geografie
De oppervlakte van Solgne bedraagt 7,3 km², de bevolkingsdichtheid is 143,8 inwoners per km².
De onderstaande kaart toont de ligging van Solgne met de belangrijkste infrastructuur en aangrenzende gemeenten.

## Demografie
Onderstaande figuur toont het verloop van het inwonertal (bron: INSEE-tellingen).